# Воин (фильм, 2015)
«Воин» — российская спортивная драма режиссёра Алексея Андрианова. В российский прокат фильм вышел 1 октября 2015 года. Фильм получил три номинации на премию «Золотой орёл»: «Лучшая операторская работа», «Лучшая музыка к фильму» и «Лучший монтаж фильма».

## Сюжет
В фильме рассказывается история двух братьев — Романа и Славы, которые решают выступить в боях серии ММА: Роман хочет материально помочь семье своего погибшего сослуживца, которого расстреляли сомалийские пираты, а Славой движет ряд причин: из-за бедственного положения семьи его жена подпольно работает стриптизёршей, а его заработной платы за утилизацию автомобилей не хватает, чтобы прокормить семью и вылечить страдающую тяжелой болезнью дочь Наташу, которой срочно требуется дорогостоящая операция.
Слава в детстве получил тяжёлую травму черепа, и если его ударить в голову, он может погибнуть. Рома просит отца стать его тренером, несмотря на их сложные отношения (их отец страдал алкоголизмом, но старается бросить пить и не сорваться).
На ринге Рома и Слава одерживают победы одну за другой, и сходятся в финальном бою. Слава применяет удушающий приём, вынуждая Рому сдаться. В финальной сцене фильма дочь Славы боксирует с его отцом, что даёт надежду на то, что ей проведена нужная операция и она здорова, все члены этой семьи общаются.

## В ролях
- Сергей Бондарчук — Рома Родин
- Владимир Яглыч — Слава Родин, старший брат Ромы
- Фёдор Бондарчук — Андрей Родин, отец Ромы и Славы
- Светлана Ходченкова — Катя, жена Славы
- Ульяна Куликова — Наташа, дочка Кати и Славы
- Юрий Яковлев-Суханов — Коста
- Александр Новин — Тоша
- Александр Балуев — Куликов, телеведущий
- Бату Хасиков — камео
- Камил Гаджиев — камео
- Алексей Комашко — ротный
- Владимир Сычёв — бизнесмен
- Анастасия Имамова — начальница автосвалки
- Михаил Водзуми — Вон
- Мария Андреева — Дана
- Алла Юганова — Маша
- Алексей Фаддеев — сержант

## Создание
По поводу сравнения фильма с американской картиной 2011 года «Воин», Фёдор Бондарчук ответил:
Мне кажется, что это два разных фильма, две разные души. Но мы понимаем, что будут сравнения, и мы пошли на этот эксперимент. К тому же это гремучая смесь разного литературного материала, собранная по всему миру.
По словам продюсера фильма Дмитрия Рудовского, сюжетно фильм близок американскому фильму «Воин», однако основан на оригинальном сценарии «Taste for Blood» Дэвида Фриджерио, права на который были куплены кинокомпанией Art Pictures Studio.

## Оценки
Фильм получил крайне низкие оценки зрителей и кинокритиков. Борис Иванов и Сергей Оболонков в рецензиях для Film.ru и Кино-театр.ру указывали на вторичность российского фильма, построенного на заимствованиях из оригинальной картины.
Сергей Мезенов, «Newslab.ru»:

Актёрам <…> особенно негде развернуться среди столь типичных сюжетных схем. Бондарчук-старший, круче всего функционирующий на чистом хамоватом обаянии, вынужден весь фильм кукситься, потому что все на него огрызаются. Бондарчук-младший, гордо наречённый именем великого дедушки, разыгрывает семейную драму посредством изображения смертельно надувшегося пятиклассника. Только у Владимира Яглыча получается убедительно передать внутреннюю кипящую ярость большого сильного человека, загнанного в угол неподъёмными жизненными обстоятельствами — в партнёрстве со стабильно надёжной Ходченковой, которой приходилось оказываться и в худших замесах, он отвечает за самые человечные моменты «Воина».

Денис Рузаев, «Time Out»:

Если <…> сюжет кажется вам знакомым, значит, вы смотрели вышедший в 2011-м одноимённый боевик Гэвина О’Коннора — между прочим, с Томом Харди и Джоэлом Эдгертоном. Зрителям фильма Алексея Андрианова остаётся только посочувствовать — «Воин» даёт полноценный мастер-класс в том, как можно угробить живой, эффективный сюжет переносом в непригодные для него реалии. <…> Сбежавший со службы (в мирное-то время!) морпех и истеричный боец, неспособный помириться с женой даже на фоне болезни дочки, карикатурный Бондарчук-старший в смешной кожанке и вспомнивший все свои роли 90-х Балуев — все они мучительно осваивают неживое, картонное пространство, знакомое больше по телепродукции «России-1», чем по игровому кино.

Алексей Литовченко, «Российская газета»:

Главная беда <…>, как ни странно, не в дословном цитировании диалогов и не в покадровом передирании ряда сцен — это ещё можно было бы пережить. Настоящие проблемы начинаются, когда пересказ оригинальной истории начинает заносить в дебри отсебятины. <…> В портрете персонажа Фёдора Бондарчука <…> есть один такой штрих — Андрей Родин любит клеить из спичек всякую примитивную дребедень. Добавляет ли этот штрих новых красок, привносит ли в портрет глубину? Нет. <…> Ещё один показательный момент. Супруга Вячеслава Родина Катя — стриптизёрша. <…> Она привлекает посетителей ночного клуба редким умением осушить стопку водки без помощи рук, повиснув при этом на шесте вверх ногами. Талант, безусловно, исключительный. Есть женщины в русских селеньях. Но накладывает ли профессия какой-либо отпечаток на её характер, влияет ли это на сюжет? Нет и ещё раз нет.

Никита Карцев, «The Hollywood Reporter»:

Спортивная драма, в которой Светлана Ходченкова танцует стриптиз, а два брата встречаются на ринге. <…> «Воин» не вдаётся в подробности прошлой жизни героев. Социальной (и даже спортивной) драме авторы большую часть времени противопоставляют чистый аттракцион: хук слева, болевой захват, удушение, бросок через себя. Обязательный в этом жанре ушлый промоутер тоже имеется: карикатурный злодей, которого сыграл Александр Балуев, впервые появляется на экране в комичном образе поплавка в собственном бассейне.